# Temporada 1973-74 de Los Angeles Lakers
La temporada 1973-74 fue la vigésimo sexta de los Lakers en la NBA, y la decimocuarta en su ubicación en Los Ángeles, California. La temporada regular acabaron con 47 victorias y 35 derrotas, ocupando el segundo puesto de la Conferencia Oeste y clasificándose para los playoffs, cayendo en las semifinales de conferencia ante los Milwaukee Bucks.
Al término de la temporada se retiró Jerry West, tras catorce temporadas en el equipo. Regresaría en 1976 para ejercer como entrenador durante tres temporadas.

## Elecciones en elDraft
| Ronda | Puesto | Jugador           | Posición  | Nacionalidad   | Universidad       |
| ----- | ------ | ----------------- | --------- | -------------- | ----------------- |
| 1     | 5      | Kermit Washington | Ala-Pívot | Estados Unidos | American          |
| 2     | 23     | Billy Schaeffer   | Alero     | Estados Unidos | St. John's        |
| 2     | 31     | Jim Chones        | Pívot     | Estados Unidos | Marquette         |
| 5     | 84     | Kresimir Cosic    | Pívot     | Yugoslavia     | BYU               |
| 7     | 118    | Nate Hawthorne    | Escolta   | Estados Unidos | Southern Illinois |

## Temporada regular
| División Pacífico      | División Pacífico | División Pacífico | División Pacífico | División Pacífico | División Pacífico | División Pacífico | División Pacífico | División Pacífico |
| Equipo                 | G                 | P                 | %                 | PD                | Casa              | Fuera             | Neutral           | Div               |
| ---------------------- | ----------------- | ----------------- | ----------------- | ----------------- | ----------------- | ----------------- | ----------------- | ----------------- |
| y-Los Angeles Lakers   | 47                | 35                | .573              | –                 | 30–11             | 17–24             | –                 | 14–12             |
| Golden State Warriors  | 44                | 38                | .537              | 3                 | 23–18             | 20–20             | 1–0               | 15–11             |
| Seattle SuperSonics    | 36                | 46                | .439              | 11                | 22–19             | 14–27             | –                 | 12–14             |
| Phoenix Suns           | 30                | 52                | .366              | 17                | 24–17             | 6–34              | 0–1               | 11–15             |
| Portland Trail Blazers | 27                | 55                | .329              | 20                | 22–19             | 5–34              | 0–2               | 13–13             |

## Playoffs

### Semifinales de Conferencia
Los Angeles Lakers vs. Milwaukee Bucks 
| Fecha       | Partido                                    | Ciudad      |
| ----------- | ------------------------------------------ | ----------- |
| 29 de marzo | Milwaukee Bucks 99, Los Angeles Lakers 95  | Milwaukee   |
| 31 de marzo | Milwaukee Bucks 109, Los Angeles Lakers 90 | Milwaukee   |
| 2 de abril  | Los Angeles Lakers 98, Milwaukee Bucks 96  | Los Ángeles |
| 4 de abril  | Los Angeles Lakers 90, Milwaukee Bucks 112 | Los Ángeles |
| 7 de abril  | Milwaukee Bucks 114, Los Angeles Lakers 92 | Milwaukee   |
|             | Milwaukee Bucks gana las series 4-1        |             |

## Estadísticas
| Rk | Jugador           | Edad | P  | PT | MP   | TC  | TCI  | %TC  | TL  | TLI | %TL  | RO  | RD  | RT   | AS  | RB  | TAP | BP | FP  | PTS  |
| -- | ----------------- | ---- | -- | -- | ---- | --- | ---- | ---- | --- | --- | ---- | --- | --- | ---- | --- | --- | --- | -- | --- | ---- |
| 1  | Gail Goodrich     | 30   | 82 |    | 37.3 | 9.6 | 21.6 | .442 | 6.2 | 7.2 | .864 | 1.2 | 1.9 | 3.0  | 5.2 | 1.5 | 0.1 |    | 2.8 | 25.3 |
| 2  | Elmore Smith      | 24   | 81 |    | 36.1 | 5.4 | 11.7 | .457 | 1.8 | 3.1 | .590 | 2.5 | 8.7 | 11.2 | 1.9 | 0.9 | 4.9 |    | 3.8 | 12.5 |
| 3  | Connie Hawkins    | 31   | 71 |    | 35.7 | 5.2 | 10.3 | .502 | 2.4 | 3.2 | .772 | 2.3 | 5.1 | 7.4  | 5.3 | 1.5 | 1.1 |    | 2.9 | 12.8 |
| 4  | Happy Hairston    | 31   | 77 |    | 34.2 | 5.0 | 9.9  | .507 | 4.5 | 5.8 | .771 | 4.4 | 9.2 | 13.5 | 2.7 | 0.8 | 0.2 |    | 3.4 | 14.5 |
| 5  | Jim Price         | 24   | 82 |    | 32.0 | 6.6 | 14.6 | .449 | 2.3 | 2.9 | .799 | 1.5 | 3.1 | 4.6  | 4.5 | 1.9 | 0.4 |    | 2.8 | 15.4 |
| 6  | Jerry West        | 35   | 31 |    | 31.2 | 7.5 | 16.7 | .447 | 5.3 | 6.4 | .833 | 1.0 | 2.8 | 3.7  | 6.6 | 2.6 | 0.7 |    | 2.6 | 20.3 |
| 7  | Bill Bridges      | 34   | 65 |    | 27.9 | 3.3 | 7.9  | .421 | 1.8 | 2.5 | .707 | 3.0 | 4.7 | 7.7  | 2.3 | 0.9 | 0.5 |    | 3.4 | 8.4  |
| 8  | Pat Riley         | 28   | 72 |    | 18.9 | 4.0 | 9.3  | .430 | 1.5 | 2.0 | .764 | 0.5 | 1.3 | 1.8  | 2.1 | 0.8 | 0.0 |    | 2.4 | 9.5  |
| 9  | Stan Love         | 24   | 51 |    | 13.7 | 2.3 | 5.5  | .428 | 1.0 | 1.3 | .766 | 1.1 | 2.3 | 3.3  | 0.9 | 0.5 | 0.4 |    | 2.6 | 5.6  |
| 10 | Mel Counts        | 32   | 45 |    | 11.1 | 1.4 | 3.7  | .365 | 0.5 | 0.7 | .727 | 1.2 | 2.0 | 3.2  | 1.2 | 0.4 | 0.5 |    | 1.9 | 3.2  |
| 11 | Kermit Washington | 22   | 45 |    | 8.9  | 1.6 | 3.4  | .483 | 0.6 | 1.1 | .531 | 1.4 | 1.9 | 3.3  | 0.4 | 0.5 | 0.4 |    | 1.7 | 3.8  |
| 12 | Nate Hawthorne    | 24   | 33 |    | 6.9  | 1.2 | 2.8  | .409 | 0.9 | 1.5 | .625 | 0.5 | 0.5 | 1.0  | 0.7 | 0.3 | 0.2 |    | 1.0 | 3.2  |
| 13 | Travis Grant      | 24   | 3  |    | 2.0  | 0.3 | 1.3  | .250 | 0.3 | 1.0 | .333 | 0.0 | 0.3 | 0.3  | 0.0 | 0.0 | 0.0 |    | 0.3 | 1.0  |

## Galardones y récords
| Jugador       | Galardón                          |
| Gail Goodrich | Mejor Quinteto de la NBA All-Star |
| Jerry West    | All-Star                          |